# 南都里 (臺南市南區)
南都里位於臺灣臺南市南區中華南路二段、明興路、與喜樹路與喜南街、濱南路區域間。北、東、南至西順時針分別與南華里、建南里、喜北里與鯤鯓里銜接。1985月1日行政區域調整將新興國宅第一期劃為「南都里」，其涵意為南區行政中心。鯤鯓路以北的區域大多為住宅區及商店，鯤鯓路以南大多為魚塭。

## 里內公共設施

### 行政機關
- 臺南市南區區公所
- 臺南市南區戶政事務所
- 臺南市南區衛生所
- 臺南市政府警察局第六分局
- 臺南市政府警察局交通大隊

### 其他
- 南都長壽會

## 外部連結
- 臺南市南區區公所
- 黃金南區好行-南區區公所 （页面存档备份，存于）
- 臺南市南區戶政事務所（页面存档备份，存于）
- 臺南市南區衛生所
- 臺南市政府警察局第六分局
- 臺南市政府警察局交通警察大隊（页面存档备份，存于）